# Dario, o Medo

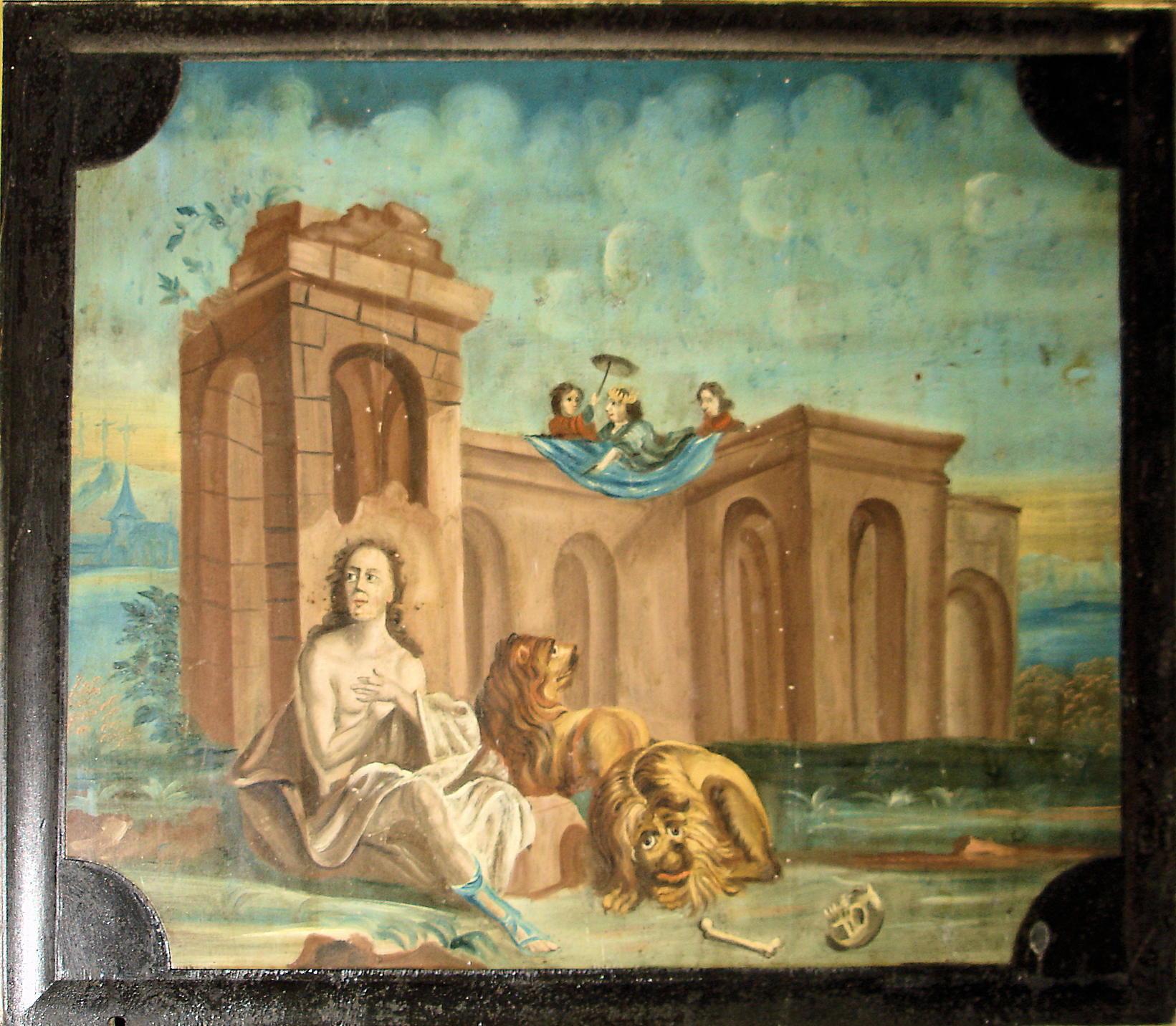
Detalhe na igreja de Lambrechtshagen, Alemanha, 1759: Daniel na cova dos leões e Dario acima.

Dario, o Medo é um personagem mencionado no Livro de Daniel.

## Nome
Dario (Dārīus) e Dareu (Dārēus) são as formas latinas do grego Dareu (Δαρεῖος, Dareîos), e por sua vez do persa antigo Daraiauxe (𐎭𐎠𐎼𐎹𐎢𐏁, Dārayauš), que é uma forma abreviada de Daraiavauxe (𐎭𐎠𐎼𐎹𐎺𐎢𐏁, Dārayavaʰuš). A forma longa reflete-se no elamita Dareamauixe (𒆪𒊑𒀀𒈠𒌋𒆜, Dareamauiš), no babilônio (𒁕𒀀𒊑𒅀𒀀𒈲, Dāreyāmuš⁠), nas formas aramaicas Derivevexe (𐡃𐡓𐡉𐡅𐡄𐡅𐡔, drywhwš) e talvez na forma grega mais longa Dereio (Δαρειαῖος, Dareiaîos). O nome na forma nominativa significa "aquele que mantém firme o(s) bem(nes)", o que se pode verificar pela primeira parte dāraya, que significa "titular", e o advérbio vau, que significa "bondade".

## No Livro de Daniel
De acordo com a Bíblia, foi ele que tomou o Império Neobabilônico, após assassinar Belsazar. Ele é chamado de filho de Assuero. Daniel prosperou, durante o seu reinado e o de Ciro, o persa.
Ele organizou a Babilônia em 120 satrapias, e colocou, sobre estes sátrapas, três presidentes, um dos quais era o profeta Daniel. Os presidentes e sátrapas, porém, pediram a Dario que fizesse um decreto, para que, nos próximos trinta dias, quem fizesse uma petição a qualquer homem ou deus que não fosse o próprio Dario, fosse lançado à cova dos leões. Como Daniel continuou orando a Deus, três vezes por dia, foi jogado na cova dos leões, mas, no dia seguinte, ele ainda estava vivo, e Dario o tirou, e jogou na cova os homens que haviam acusado Daniel.
Foi no primeiro ano do reinado de Dario, o medo, que Daniel entendeu a profecia dos setenta anos, que havia sido dita a Jeremias, e que Daniel recebeu a profecia das setenta semanas, que seria o tempo que duraria entre a palavra para restaurar o templo e a unção do Santíssimo. Outra profecia, também no primeiro ano de Dario, o medo, foi de que haveria três reis da Pérsia, e um quarto, mais rico que todos, que atacaria a Grécia, em seguida, apareceria um rei poderoso, cujo reino seria partido em quatro.

## Identidade de Dario
Carl Friedrich Keil e Franz Delitzch, em 1857-78, identificam Dario, o medo, com Ciaxares II, mencionado na Ciropédia de Xenofonte como o sucessor de Astíages; ele era tio de Ciro, o Grande (através de Mandane) e casou sua filha com Ciro. Por não ter filhos homens, ele entregou a Média para Ciro, e teria recebido a Babilônia como satrapia, aos sessenta e dois anos de idade.
Cyrus Ingerson Scofield, em 1917, não conseguiu identificar Dario, o medo, nos textos seculares, porém, assim como no caso de Belsazar, que era desconhecido até o século XIX, ele supôs que novas descobertas acabariam revelando sua identidade. Ele tentativamente identifica Dario, o medo, com o general Gobrias, e não considera que Assuero, dado como pai de Dario, seja significativo, pois esta palavra significa Majestade, sendo um título genérico, e é usada na Escritura para, pelo menos, quatro pessoas diferentes. Porém, como Assuero é uma palavra persa, sua suposição é que assim como Ciro, Dario também seria descendente das casas reais tanto da Média quanto da Pérsia.